# Durynský les
Durynský les (německy Thüringer Wald) je pohoří v Německu, v jižní části Durynska na hranici s Franky. Táhne se od údolí řeky Werra jihovýchodním směrem v délce 70 km a šířce 25 km, poblíž Gehrenu pak přechází v Durynskou břidlicovou pahorkatinu. Nejvyšším vrcholem je Großer Beerberg (983 m n. m.), dalšími významnými horami jsou Schneekopf a Großer Finsterberg. Po hřebeni vede stezka Rennsteig, dlouhá 168 km, o níž existují písemné záznamy již ze čtrnáctého století. Největšími městy jsou Suhl, Eisenach, Ruhla a Ilmenau.
Pohoří vzniklo v důsledku saxonské tektoniky, vrásnění bylo ukončeno asi před čtyřiceti miliony lety. Durynský les je známý jako „zelené srdce Německa“. Typickými stromy jsou smrk ztepilý, jedle bělokorá a buk lesní, vedle lesů se zde nacházejí také horské louky a rašeliniště. Podnebí je na přechodu mezi oceánským a kontinentálním, průměrné roční teploty dosahují v údolí 8,5 °C a v nadmořské výšce 700 metrů 5 °C. Na řece Ohra se nachází přehrada. Dopravní obslužnost zlepšilo otevření rychlodráhy z Norimberka do Erfurtu v roce 2017.
Oblast je vyhledávána vyznavači zimních sportů, Oberhof je častým pořadatelem světových šampionátů v biatlonu a sáňkařském sportu. Významnými historickými památkami jsou hrad Wartburg a klášter Volkenroda. Nedaleko lázeňského městečka Friedrichroda se nachází umělá jeskyně Marienglashoehle, která vznikla při těžbě sádrovce. V roce 1990 byl vyhlášen Přírodní park Durynský les o rozloze 2 082 km². K chráněným druhům patří tetřívek obecný a čáp černý.